# Constitución francesa de 1958
La Constitución francesa de 1958, de 4 de octubre, es el escrito fundador de la V República, el sistema político vigente desde su entrada en vigor. Fue adoptada por referéndum el 28 de septiembre de 1958 y es el decimoquinto texto fundamental (o el vigesimosegundo si se cuentan los textos que no se aplicaron) de Francia desde la Revolución francesa.
La Constitución es la norma suprema del sistema jurídico francés y organiza las autoridades públicas, define su papel y sus relaciones. Se modificó en diecinueve ocasiones desde su publicación, bien por el Parlamento reunido en Congreso o directamente por el pueblo a través de referéndum: las normas relativas a la revisión de la Constitución están previstas por la propia Constitución.
Está estructurada en un Preámbulo y dieciséis títulos que recogen ciento tres artículos, dos de los cuales son disposiciones transitorias. El Preámbulo hace referencia directa y explícitamente a otros tres textos fundamentales: la Declaración de los Derechos del Hombre y del Ciudadano de 26 de agosto de 1789, el Preámbulo de la Constitución francesa de 1946, de 27 de octubre (la Constitución de la IV República), y la Carta del medio ambiente de 2004. Estas normas se entienden incluidas en el bloque de constitucionalidad, por lo que los jueces las aplican directamente y el legislador debe respetarlas, bajo el control del juez constitucional.
Fue escrita con el objetivo de poner fin a la inestabilidad del gobierno y la crisis de la guerra en Argelia y está marcada por el regreso de un Ejecutivo fuerte. Dos hombres han estampado sus ideas: Michel Debré, por el modelo británico y su primer ministro fuerte, y por De Gaulle, que quería situar al Presidente de la República como garante de las instituciones. La constitución de la V República está fuertemente influenciada por los principios enunciados por Charles de Gaulle durante su famoso discurso en Bayeux el 16 de junio de 1946.

### Libros
- Carcassonne, Guy (2011). La Constitution [La Constitución]. Points (en francés). Préface de Georges Vedel (10e édition). Paris: Seuil. ISBN 978-2-7578-2141-1.
- Chagnollaud, Dominique, ed. (2008). Les 50 ans de la Constitution : 1958-2008 [Los 50 años de la Constitución: 1958-2008] (en francés). Préface de Édouard Balladur. Paris: Litec. ISBN 978-2-7110-1117-9.
- Luchaire, François; Conac, Gérard; Prétot, Xavier, eds. (2008). La Constitution de la République française : Analyses et commentaires [La Constitución de la República Francesa: Análisis y comentarios] (en francés) (3e édition). Paris: Economica. ISBN 978-2-7178-5545-6.
- Mathieu, Bertrand, ed. (2008). 1958-2008 : Cinquantième anniversaire de la Constitution française (en francés). Paris: Dalloz. ISBN 978-2-247-08013-7.
- Oliva, Éric; Giummarra, Sandrine (2011). Droit constitutionnel [Derecho constitucional]. Aide-mémoire (en francés) (7e édition). Paris: Sirey. ISBN 978-2-247-10965-4.

### Web
- «La Constitution du 4 octobre 1958» (en francés, español, alemán, inglés, italiano). Conseil constitutionnel. Consultado el 21 de mayo de 2012.